# Боббі Темблінг
Боббі Темблінг (англ. Bobby Tambling, нар. 18 вересня 1941) — англійський футболіст, що грав на позиції нападника. По завершенні ігрової кар'єри — тренер.
Найбільш відомий виступами за клуб «Челсі», з яким став володарем Кубка англійської ліги та Кубка Англії, а також національну збірну Англії.

## Клубна кар'єра
Народився 18 вересня 1941 року. Вихованець футбольної школи клубу «Челсі». Вперше зіграв за основну команду «Челсі» у 17 років у лютому 1959 року і забив переможний гол у матчі з «Вест Гем Юнайтед» (3:2). Через два роки, після переходу Джиммі Грівза до «Мілана», Темблінг став головним нападником «Челсі» та був їхнім найкращим бомбардиром протягом п'яти сезонів у 1960-х роках. Створивши дует з Баррі Бріджесом, Темблінг був призначений капітаном клубу в 1962 році менеджером Томмі Дохерті після вильоту «Челсі» до Другого дивізіону. Дохерті додав нових гравців Террі Венейблза та Пітера Бонетті, «Челсі» негайно повернувся у вищий дивізіон, а Темблінг став найкращим бомбардиром у їхньому першому сезоні у вищому дивізіоні після повернення.
У 1965 році він був членом команди, яка виграла фінал Кубка футбольної ліги 1965 року, забивши перший гол у першому матчі з «Лестер Сіті» (3:2). Темблінг також був у складі команди «Челсі», яка програла фінал Кубка Англії 1967 року. Незважаючи на те, що він забив гол на 85-й хвилині, «Тоттенхем Готспур» переміг з рахунком 2:1. 17 вересня 1966 року він забив п'ять голів у виїзній грі проти «Астон Вілли» (6:2). Загалом Темблінг став рекордсменом за найбільшою кількістю голів, забитих за «Челсі» в грі чемпіонату, а його рекордні 202 голи за «Челсі» припали лише на 370 ігор в усіх турнірах і був рекордсменом за кількістю голів, забитих за «Челсі» одним гравцем. Цей рекорд був побитий 11 травня 2013 року Френком Лемпардом, який забив свій 203-й гол. До кінця десятиліття Темблінг поступився місцем у стартовому складі молодшим нападникам, таким як Пітер Осгуд та Ієн Гатчінсон. Через це він зіграв лише сім ігор за «Челсі» в сезоні 1969/70 років і не зіграв у переможному фіналі Кубка Англії 1970 року проти «Лідс Юнайтед».
По закінченні сезону перейшов у «Крістал Пелес» за 40 000 фунтів стерлінгів. Темблінг зіграв лише три гри за «Пелас» до кінця сезону 1969/70 через кілька травм. У наступних двох сезонах він зіграв 66 ігор, забив сімнадцять голів, однак у сезонах 1972/73 і 1973/74 провів лише сім ігор. Найяскравішим моментом його перебування в «Пеласі» стали його два голи на стадіоні «Сан-Сіро», завдяки чому його команда перемогла міланський «Інтернаціонале» з рахунком 2:1 в Англо-італійському кубку 1971 року.
1973 року став гравцем ірландського клубу «Корк Селтік», з яким у 1974 році допоміг «Селтіку» виграти свій єдиний чемпіонський титул в історії, забивши 7 голів. Він також грав і забивав у Кубку європейських чемпіонів 1974/75, а з 1974 по 1977 рік також обіймав посаду головного тренера клубу.
Сезон 1977/78 він провів у «Вотерфорді», а потім перейшов у «Шемрок Роверс» на сезон 1978/79. Завершив ігрову кар'єру у команді «Корк Альбертс», за яку виступав протягом сезону 1978/79 років, де також був граючим тренером.

## Виступи за збірну
21 листопада 1962 року дебютував в офіційних матчах у складі національної збірної Англії на домашньому чемпіонаті Великої Британії проти Уельсу (4:0). 27 лютого 1963 року у своєму другому матчі він забив свій єдиний гол за збірну у матчі відбору до Євро-1964, який Англія програла Франції з рахунком 2:5 на «Парк-де-Пренс». Темблінгу довелося чекати більше трьох років на його наступну гру, 4 травня 1966 року, кои він зіграв товариську гру проти Югославії (2:0). Цей матч став останнім для Боббі за збірну.
Також Темблінг принаймні 2 рази зіграв за збірну чемпіонату Ірландії. 21 вересня 1977 року він зіграв проти збірної Ірландії (1:2). 19 квітня 1978 року Темблінг також грав проти Аргентини (3:1), за яку зіграли дев'ять гравців, які пізніше виступали на чемпіонаті світу 1978 року.

## Статистика виступів

### Статистика виступів за збірну
| Дата       | Місто  | Господарі | Результат | Гості     | Турнір            | Голи | Примітки |
| ---------- | ------ | --------- | --------- | --------- | ----------------- | ---- | -------- |
| 21-11-1962 | Лондон | Англія    | 4 – 0     | Уельс     | товариський матч  | -    |          |
| 27-2-1963  | Париж  | Франція   | 5 – 2     | Англія    | Відбір до ЧЄ 1964 | 1    |          |
| 4-5-1966   | Лондон | Англія    | 2 – 0     | Югославія | товариський матч  | -    |          |
| Усього     |        | Матчів    | 3         |           | Голів             | 1    |          |

## Титули і досягнення

### Командні
- Володар Кубка англійської ліги (1):

«Челсі»: 1964/65
- Володар Кубка Англії (1):

«Челсі»: 1969/70

### Особисті
- Найкращий бомбардир Другого дивізіону Англії: 1962/63 (35 голів)
- Нагорода за особливі заслуги перед «Челсі»: 2012